# Tzigana/Le scimmiette del Brasile
Tzigana/Le scimmiette del Brasile è un singolo della cantante italiana Nilla Pizzi pubblicato nel 1969 dalla casa discografica Equipe

## Descrizione
Entrambi i brani fanno parte del 33giri Le canzoni degli anni 20

## Tracce
1. Tzigana
2. Le scimmiette del Brasile